# Baume-les-Dames
Baume-les-Dames è un comune francese di 5 374 abitanti situato nel dipartimento del Doubs nella regione della Borgogna-Franca Contea.

## Società

### Evoluzione demografica
Abitanti censiti

## Economia
Alla fine del XIX secolo si installa a Baumes les Dames la fabbrica di Pipe Ropp che diventa il fulcro dell'economia cittadina, arrivando ad occupare duecento operai. Chiuderà i battenti nel 1991. Dal dopoguerra sarà comunque il turismo a dare una spinta notevole all'economia cittadina.